# 929

## Esdeveniments
- Es crea el califat de Còrdova
- Conflictes entre Hug el Gran i Heribert II de Vermandois

## Naixements
- Japó: Fujiwara no Motoyasu, escriptora.

## Necrològiques
- Al-Battani, astrònom àrab
- Sant Wenceslau (segons una altra tradició, l'any 935)